# パンと裏通り
『パンと裏通り』（パンとうらどおり、ペルシア語: نان و کوچه Nān o Kūcheh、英語: The Bread and Alley）は、アッバス・キアロスタミによる監督・脚本の1970年のイランの短編映画である。この10分の映画は、キアロスタミが監督した最初の映画である。
白黒で撮影されたこの映画は、小さな男の子が一塊のパンを抱えて家路に就くと腹を空かせた犬に遭遇し、彼の安全が脅かされるという物語である。

## 概説
この映画は少年たちならば共感できるある現実を描写している。それは少年を主人公に起用する前例となり、以来その選択はほとんどのキアロスタミ映画の大きな要素になった。